# М-4 (самолёт)
«2М» («М-4»); «Изделие 103»; по кодификации НАТО: «Bison-А» — первая серийная базовая модель семейства советских реактивных дозвуковых стратегических бомбардировщиков разработки ОКБ Мясищева — марки «М». 
Составляющие полного обозначения: «2М» — войсковое обозначение в системе ВВС; «М-4» — шифр проекта в ОКБ-23; «Изделие 103» — шифр конструкторско-технологической документации в системе МАП в серийном производстве (в опытном производстве «Изделие 25»). 
На базе проекта «М-4» было создано несколько опытных и серийных модификаций. Последовательным развитием проекта «М-4», в направлении повышения лётно-технических характеристик явились два серийных базовых варианта: «3М» («М-6») и «3МД» («М-6Д).
Проектирование самолёта «25» («Изделия 25») велось на конкурсной основе и в единые сроки с турбовинтовым самолётом «Ту-95» — в противовес создаваемым, так же на конкурсной основе, американским аналогам фирмы Боинг — B-52 и фирмы Конвэйр — YB-60. В отличие от американского конкурса, завершившегося принятием на вооружение только машины фирмы Боинг, в серийное производство и на вооружение ДА СССР были приняты обе конкурирующие машины, которые в течение всего периода доводки и модернизации оставаясь конкурентами — буквально подстраховывали и дополняли друг друга в плане обеспечения ядерного паритета со стороны СССР. Самолёт «2М» превосходил «Ту-95» по скорости полёта на всех режимах (включая полёт на предельно малой высоте), по величине бомбовой нагрузки, обладал меньшей акустической и радиолокационной заметностью, но, без дозаправки в воздухе — уступал ему в дальности полёта исключительно по причине большого удельного расхода топлива двигателей марки АМ-3. Поэтому, в учебно-тренировочных полётах, при необходимости возвращения на аэродром вылета — самолёт «2М», по сравнению с Ту-95, — обладал несколько меньшим оперативно-тактическим радиусом действия.

## История создания
В 1946 году ОКБ-482 В. М. Мясищева (с подачи Туполева и Ильюшина) было расформировано с мотивировкой «по экономическим соображениям». Все помещения и производственную базу передали Ильюшину, а людей из КБ и завода распределили по предприятиям авиапрома, где должности для В. М. Мясищева не нашлось и он был вынужден определиться на работу в МАИ, первоначально в должности декана самолётостроительного факультета, но по причине конфликта с руководством институтского парткома, с понижением в должности, был переведён заведующим кафедрой самолётостроения. Стремясь возвратиться к конструкторской работе в системе Авиапром, Мясищев внёс предложение о составлении «Плана научно-исследовательских работ МАИ совместно с ЦАГИ по перспективным вопросам самолётостроения». Значительный объём этого плана занимал раздел: «Параметрические исследования самолётов», с целью получения объективных данных о возможности создания дальнего стратегического бомбардировщика с реактивными двигателями и со стреловидным крылом большого удлинения. В то время не было единого мнения о возможности создания такого самолёта, некоторые авторитетные авиационные специалисты МАП и ВВС, крупные учёные и конструкторы, включая А. Н. Туполева, эту возможность отрицали.

### Предварительный проект «СДБ»
В основе концепции разработки предварительного проекта «Скоростной дальний бомбардировщик» (СДБ) заложена объективная потребность ускоренной доставки по так называемому «трансполярному маршруту» — свободно-падающего ядерного заряда максимальной мощности (максимальной массы) в любую точку на территории США путём реализации новейших научно-технических достижений в областях аэродинамики стреловидного крыла большого удлинения и воздушно-реактивных двигателей большой мощности. Фактор скорости определял подлётное время, а значит — и вероятность нанесения упреждающего удара.
В 1948 году в МАИ и ЦАГИ приступили к первым наработкам по теме: «Скоростной дальний бомбардировщик» (СДБ). В течение полутора-двух лет (1948—1950 гг.) В. М. Мясищев и авиационный инженер Г. Н. Назаров ввели тему СДБ в практику научно-исследовательских работ инженерного состава кафедры самолётостроения, аспирантов и студентов МАИ. Работа по теме СДБ включала производство объёмных расчётов, графических построений, предварительных эскизов и схем. Инициативные проработки СДБ на кафедре самолётостроения учебного института (МАИ) велись поэтапно. Были рассмотрены многие варианты аэродинамической компоновки, объёмно-весовой и конструктивно-силовой схем самолётов подобного и других классов и видов. В частности, анализировались проектные аэродинамические компоновки английского и американского тяжёлых стратегических реактивных бомбардировщиков Vickers Valiant и XB-47, а также советского опытного бомбардировщика «150». При этом предполагалось, что СДБ будет значительно превосходить рассматриваемые аналоги по полезной нагрузке и дальности полёта, а, следовательно, и по габаритным размерам, и по максимальной взлётной массе.
Однако, для реализации проекта СДБ пока ещё не было реального двигателя. Поэтому для расчётов использовались явно завышенные проектные высотно-скоростные характеристики гипотетического ТРД под условным обозначением АМ-ТКРД-03 («А. Микулин — Турбо-компрессорный реактивный двигатель — 03»). Реальные характеристики этого двигателя под маркой «АМ-3» (в частности, характеристики по удельному расходу топлива) были определены только в 1950 г. и фактически явились главной причиной необходимости переработки предварительного проекта СДБ в направлении дальнейшего увеличения габаритных размеров и проектной взлётной массы.
При выборе аэродинамической компоновки СДБ наибольший интерес представляли уже построенные перспективные опытные самолёты «150» и XB-47, которые в силу сложившихся обстоятельств были созданы в значительной степени благодаря использованию научно-технических разработок германских специалистов.
С самого начала разработки предварительного проекта «СДБ» Мясищев, по аналогии с проектами тяжёлого бомбардировщика «XB-47» и среднего бомбардировщика «150», настоятельно рекомендовал для машины велосипедное шасси как наиболее выгодное по следующим показателям: выпускаемое из приземистого фюзеляжа (а не из высоко расположенного крыла — предпочтительного для любого бомбардировщика), велосипедное шасси — наиболее в весовом отношении из-за относительно коротких стоек; расчётная относительная масса велосипедного шасси для «СДБ» составила 3÷3,5 % от массы самолёта, в то время как расчётная относительная масса 3-опорной схемы шасси составила 4 ÷ 6,5 %; велосипедная схема шасси — избавляет крыло от обтекателей шасси — создающих дополнительное аэродинамическое сопротивление, и самое главное — избавляет крыло от ударных нагрузок при рулении, взлёте и особенно при посадке; по сравнению с другими схемами, велосипедное шасси наиболее предпочтительно для эксплуатации самолёта на грунтовых аэродромах.
В 1949 г. сотрудники МАИ В. М. Мясищев и Г. Н. Назаров были привлечены к работам ЦАГИ по теме создания летающей лаборатории на базе учебно-тренировочного бомбардировщика УТБ-2 (облегчённый вариант Ту-2) — в рамках программы создания в ОКБ-1 завода № 256 среднего реактивного бомбардировщика «150» с велосипедной схемой шасси. Заказ по созданию летающей лаборатории был выдан ЦАГИ в связи с проектированием в ОКБ-1 завода № 256 — среднего бомбардировщика «150». Но до практического воплощения дело не дошло. Для ускорения проведения исследований велосипедного шасси главный конструктор ОКБ-1 по реактивным бомбардировщикам — С. М. Алексеев предложил переоборудовать под «велосипед» свой опытный реактивный многоцелевой истребитель И-215, который был близок по массе к УТБ-2. [АК 1996-01(32)]
В ОКБ-1 завода № 256 по результатам испытаний доработанного под велосипедное шасси истребителя И-215Д было спроектировано велосипедное шасси и для самолёта «150» на порядок более тяжёлого, для которого были отработаны идея и конструкция системы упрощённого взлёта по сравнению со стартом на традиционном трёхопорном шасси. Для самолёта «150» было введено и использовано так называемое «приседание» самолёта на заднюю ногу, благодаря которому машина по достижении скорости отрыва (то есть равенства между подъёмной силой и взлётным весом) сама поднимала нос и при увеличенном на 3º угле атаки крыла отрывалась от полосы без взятия штурвала управления пилотом на себя. Процесс взлёта стал не только более безопасным, но едва ли не автоматическим, когда от лётчика требовалось лишь удержание машины от бокового сваливания и отслеживание работы двигателей на взлётном режиме.
Мясищев и Назаров, получив разрешение МАП, детально ознакомились с работами ОКБ-1 по самолёту «150» (Назаров был откомандирован на завод № 256, где в течение двух месяцев непосредственно участвовал в лётных испытаниях в качестве дублёра ведущего инженера объекта «150»), которые в большой степени оказались полезными для тематики «СДБ».
При попытке реализовать накопленный опыт проектирования велосипедного шасси среднего бомбардировщика «150» для проекта СДБ выяснилось, что для стратегического бомбардировщика (как минимум, втрое более тяжёлого, чем самолёт «150») система «приседания» задней опоры в чистом виде неприемлема по условиям эксплуатационных нагрузок аэродромного базирования и по условиям компоновки. По расчётам, на переднюю опору шасси СДБ приходилось 40 % нагрузки и на заднюю — 60 %. [АК 1996-01(35)] С учётом значительно более высокой проектной взлётной массы СДБ каждая основная стойка шасси оснащалась четырёхколёсной тележкой. При выборе схемы и главных параметров велосипедного шасси для СДБ проектировщикам удалось творчески переосмыслить чужой опыт «приседания» задней опоры шасси и — для реализации упрощения взлёта — наметить обратный принцип «вздыбливания» бомбардировщика на 3º при помощи специального гидропривода, установленного на передней тележке шасси. Таким образом, применительно к более массивному «велосипеду» восьмиколёсного шасси «СДБ» предполагалось добиться того же эффекта на старте, что и для среднего бомбардировщика «150».
Предварительный проект СДБ разрабатывался в МАИ в качестве инициативного технического предложения и представлял собой цельнометаллический свободнонесущий моноплан нормальной аэродинамической схемы со стреловидным, высоко расположенным крылом большого удлинения, со стреловидным, однокилевым Т-образным хвостовым оперением, с шасси велосипедного типа, с четырьмя гипотетическими турбореактивными двигателями марки АМ-ТКРД-03, расположенными в обтекаемых гондолах на пилонах под крылом. Крыло по передней и задней кромкам имеет переменную (двойную) стреловидность, с образованием в корневой части базовой трапеции развитых наплывов, обеспечивающих повышение жёсткости силовой конструкции крыла. Углы стреловидности крыла по передней кромке (в зоне переднего наплыва — до излома) — 45º, в концевых зонах — 40º, по линии фокусов (по линии 25 % длин местных хорд) — 35°; по размаху крыло имеет аэродинамическую крутку (потребный набор по размаху аэродинамических профилей различной относительной толщины и кривизны) и геометрическую крутку (от 0° в бортовых сечениях до −3° — в концевых); задние кромки омываемых потоком консолей крыла заняты взлётно-посадочной механизацией, в виде выдвижных, одно щелевых закрылков и элеронами. Передний и задний наплывы в корневой зоне базовой трапеции крыла обеспечивают возможность существенного повышения жёсткости силовой конструкции крыла с учётом уровня воспринимаемых погонных нагрузок и значительно расширяют ассортимент приемлемых аэродинамических профилей для набора по размаху крыла в зонах передних и задних наплывов. Четыре гондолы двигателей установлены на пилонах под крылом и разнесены по размаху крыла, для его разгрузки в полёте и значительно вынесены вперёд относительно передней кромки крыла — с целью выполнения функций противофлаттерных грузов. Две внутренние гондолы двигателей подвешены на пилонах под корневыми частями крыла, две внешние гондолы двигателей — установлены непосредственно под концевыми частями крыла и снабжены нижними обтекателями, для размещения в них боковых опор велосипедного шасси в убранном положении — по аналогии с американским опытным бомбардировщиком XB-47 . Такой вариант установки гондол двигателей не нарушает конструктивной целостности и жёсткости силовых кессонов консолей крыла. Фюзеляж в средней части имеет цилиндрическую форму, в носовой и хвостовой частях имеет овальные поперечные сечения; фюзеляж собирался из пяти технологических секций, стыкующихся межу собой болтами по фланцевым шпангоутам; в носовой части фюзеляжа расположена гермокабина экипажа, в остальном объёме располагались: отсеки шасси; грузовой (бомбовый) отсек; топливные баки; «россыпью» — агрегаты самолётных функциональных систем и бортовое оборудование; кормовая гермокабина и кормовая стрелковая установка. Бомбовый отсек — образован пространством средней части фюзеляжа и ограничен в продольном отношении отсеками шасси — обеспечивал подвеску вертикальным пакетом — двух бомб максимального калибра (например ФАБ-9000). Экипаж в составе семи человек: в носовой гермокабине — 6 человек (два пилота, штурман-бомбардир, два блистерных стрелка, радист); в кормовой гермокабине — кормовой стрелок.
29 августа 1949 г. в СССР, на башне, был взорван первый экспериментальный атомный заряд РСД-1. Он был пригоден для сброса с самолёта. В основе проекта были использованы данные по американской плутониевой бомбе Fat Man («Толстяк»), сброшенной американской армией на Нагасаки.
В декабре 1949 г. (фактически с отставанием на один год от планового срока) бомбардировщик Б-4 под обозначением Ту-4 был запущен в крупносерийное производство. (Есть мнение, что дата запуска самолёта в серию была приурочена к 70-летию И. В. Сталина.) Всего было заказано 1000 машин. Выпуск Ту-4 шёл нарастающими темпами на заводах № 22 (Казань), № 18 (Куйбышев) и № 23 (Москва). Таким образом, дальняя авиация ВВС СССР на первых порах обеспечивалась носителями атомной бомбы.
18 октября 1951 года именно с Ту-4А экипажем подполковника К. Уржунцева на Семипалатинском полигоне впервые была сброшена советская авиационная атомная бомба «Мария» (РДС-3 с ядерным зарядом «501-М».
В декабре 1949 г. в связи с запуском в крупносерийное производство самолёта Ту-4 и завершением разработки самого мощного ТРД марки «АМ-3» ОКБ-156 Туполева в инициативном порядке приступило к предварительной разработке проекта «среднего» реактивного стратегического бомбардировщика «88» в качестве противовеса американскому «В-47».
В начале 1950-х последовала реакция США: фирмы Boeing и Convair приступили к конкурсной разработке проектов реактивного межконтинентального стратегического бомбардировщика со стреловидным гибким крылом большого удлинения. При этом «Боинг» максимально использовал опыт создания реактивного дальнего бомбардировщика В-47, по сути повторив его аэродинамическую компоновку с одновременным увеличением габаритных размеров, но величина относительного удлинения крыла была сокращена с 9,42 до 8,56. Это обстоятельство обеспокоило руководство СССР, и целесообразность запуска в серию самолёта «85» подверглась сомнению со стороны ВВС по причине его недостаточной крейсерской скорости, по сравнению с перспективными американскими реактивными самолётами аналогичного назначения. Скорость определяла подлётное время и вероятность успешного преодоления зон ПВО противника… К американским разработкам А. Н. Туполев отнёсся более чем критически, расценивая их как технический блеф, с учётом того, что с весны 1948 г. в ОКБ-156 совместно с ЦАГИ велись научно-исследовательские разработки по тяжёлым и сверхтяжёлым самолётам со стреловидным крылом большого удлинения… Эти исследования показали, что увеличение габаритного размаха стреловидного крыла, а значит и его массы, неизбежно приводит к снижению продольной и поперечной жёсткости его конструктивно-силовой схемы, которая становилась весьма уязвимой для воздействия изгибно-крутильных колебаний в полёте. Существующие разработки ЦАГИ по этой теме, пока ещё не раскрывали в полной мере методы расчёта гибкого стреловидного крыла на трансзвуковых скоростях полёта… На этом основании следовал вывод: «Нет надёжного метода расчёта гибкого стреловидного крыла — нет и самолёта…». Тем не менее, внешнеполитическая обстановка требовала скорейшего усиления стратегической составляющей ВВС СССР.
В начале 1950 г. на заседании научно-технического совета (НТС) ЦАГИ были заслушаны доклады В. М. Мясищева и Г. Н. Назарова по результатам параметрических исследований стратегического самолёта с «трансполярной дальностью». В работе НТС участвовали: академик А. И. Макаревский (председатель), крупные учёные (в будущем академики) С. А. Христианович, В. В. Струминский, Г. С. Бюшгенс и другие специалисты. Доклады иллюстрировали выполненные исследовательские работы по теме СДБ, которые по объёму и содержанию фактически — вполне соответствовали техническому предложению и предварительному проекту «СДБ». В результате НТС ЦАГИ вынес решение о возможности создания стратегического бомбардировщика с представленными характеристиками: размах крыла — 50 м, площадь крыла — 300 м²,, длина самолёта — 44 м,, наибольшая взлётная масса — 140 т,, нормальная взлётная масса — 110 т, расчётная дальность полёта — 12000 км (с бомбовой нагрузкой 5 т), наибольшая бомбовая нагрузка — 20 т (при любом варианте подвески бомб калибром от 0,5 т до 9 т), скорость полёта к цели 800÷850 км/ч..
Сразу же по завершении работы заседания НТС ЦАГИ Мясищев представил в секретариат МАП техническое предложение по СДБ с положительным заключением НТС ЦАГИ. В связи с тем, что ЦАГИ являлся головным НИИ МАП, министр авиапрома Хруничев (вопреки своему предвзятому отношению к инициативной деятельности Мясищева) был вынужден оперативно связаться с Кремлём и немедленно передать все материалы Сталину. Сталин вызвал к себе Туполева и задал ему вопрос относительно возможности создания в кратчайшие сроки межконтинентального реактивного бомбардировщика в качестве ответных мер на разработки американцев. Туполев ответил, что в связи с низкой экономичностью имеющихся ТРД создание такого самолёта невозможно, в первую очередь, по причине очень большого потребного полётного запаса топлива. Сталин выдержал паузу, подошёл к столу, приоткрыл лежащую на нём папку, перелистал несколько страниц и произнёс: «Странно. А вот другой наш конструктор докладывает, что это возможно, и берётся решить задачу». На этом разговор был завершён. Туполев понимая, что Сталин крайне не удовлетворён его ответом, и предчувствуя, что тема по его самолёту «85» будет закрыта, сообщил содержание разговора со Сталиным своему заместителю Л. Л. Керберу… Складывалась ситуация аналогичная истории с бомбардировщиком ТУ-4, когда В. М. Мясищев внёс техническое предложение о копировании B-29, а его практическое воплощение было поручено А. Н. Туполеву, с закрытием программы по его самолёту «64».

### Корректировка ТТЗ на аванпроект
Тем временем Сталин, раздосадованный мнением Туполева относительно невозможности реализовать проект «СДБ», немедленно приказал Главкому ВВС срочно разработать тактико-техническое задание на проектирование межконтинентального реактивного бомбардировщика на основании технического предложения В. М. Мясищева по СДБ, но с внесением корректировок. Сталину доложили о том, что американские фирмы Боинг и Конвэр на конкурсной основе уже проектируют межконтинентальные реактивные бомбардировщики со стреловидным крылом большого удлинения. Поэтому Сталин принял решение привлечь к созданию аналогичного самолёта на этапе разработки предварительного проекта (аванпроекта) не только ОКБ-156 Туполева, но и конкурирующую инициативную группу В. М. Мясищева в МАИ (работавшую на энтузиазме, а значит при минимальных материальных затратах), с последующим обсуждением этих проектов на уровне руководства ВВС и МАП.
Вскоре для обсуждения разработанного ВВС ТТЗ на проектирование межконтинентального реактивного бомбардировщика со стреловидным крылом большого удлинения на совещание в Кремль был приглашён Туполев (Мясищева не пригласили). Ознакомившись с ТТЗ, Туполев заявил: «Я никогда не буду делать такой самолёт потому, что флаттер больших стреловидных крыльев совершенно не изучен, и на околозвуковых скоростях его преодолеть невозможно!» При этом он привёл вполне обоснованные доводы, связанные с результатами советских научных исследований на основании расчётов и экспериментов. Информацию о В-52 он назвал блефом из-за океана и в завершение сказал: «Я и так делаю дальний реактивный бомбардировщик „88“ с ТРД (будущий Ту-16), а поршневого „85“ нам хватит на многие годы…»… И. В. Сталин раздражённо сказал: «Не получится — поможем, не хотите — заставим!»… А. Н. Туполев: «А я не умею!»… «А вот Мясищев, тот хочет! Он занимается какими-то делами в МАИ и даже вышел с предложением на Хруничева сделать стратегический бомбардировщик со стреловидным крылом…».
В итоге волевым решением И. В. Сталина разработанное заказчиком (ВВС) ТТЗ на разработку предварительное проекта межконтинентального реактивного бомбардировщика было утверждено и выдано практически одновременно ОКБ-156 А. Н. Туполева и инициативной группе во главе с В. М. Мясищевым, пока работающей в инициативном порядке (то есть даром!) в стенах МАИ и ЦАГИ (ОКБ-23 было официально сформировано 24 марта 1951 года). Утверждённое ТТЗ определяло: применение четырёх ТРД марки АМ-3; скорость полёта 900÷1000 км/час; боевую нагрузку 5000 кг; практическую дальность полёта (с боевой нагрузкой 5000 кг) — не менее 13000 км; срок поступления самолёта в ВВС — не позднее 1954 г. (прогнозируемый год начала ядерного конфликта с США). [3] По сравнению с техническим предложением В. М. Мясищева по «СДБ», ТТЗ ВВС, определив конкретный тип двигателей (АМ-3) ужесточило требования к скорости полёта к цели с 800÷850 км/ч, до 900÷1000 км/ч и к дальности полёта (с боевой нагрузкой 5000 кг), с 12000 до 13000 км. Поэтому инициативной группе В. М. Мясищева предстояло в годичный срок переработать аванпроект «СДБ» в соответствии с требованиями заказчика.
ТРД марки «АМ-3» (проект «АМРД-03») был разработан в 1949 г. в ОКБ-300 под руководством Главного конструктора А. А. Микулина, специально для самолёта «88». В 1950 г. были изготовлены и проходили испытания первые рабочие экземпляры АМ-3 — в то время самые мощные в мире ВРД.
Этапу предварительного конкурсного проектирования межконтинентальных носителей в инициативной группе В. М. Мясищева и в ОКБ-156 Туполева предшествовала разработка оптимальной конструктивно-силовой схемы для стреловидного крыла большого удлинения: лёгкой, прочной и долговечной. Для определения внешних нагрузок действующих на крыло был использован метод расчёта с учётом его деформации в полёте для статических случаев нагружения, предложенный руководителем отдела прочности ОКБ-156 — А. М. Черёмухиным, с учётом результатов исследований, ранее выполненных группой В. М. Мясищева совместно с ЦАГИ.

### Конкурсный проект: «1М» («М-2»)
Обозначения: «1М» («Первая машина») — шифр проектного варианта в системе ВВС; «М-2» («Мясищев — второй») — шифр проектного варианта принятый в ОКБ-23;
Второй конкурсный вариант предварительного проекта стратегического межконтинентального бомбардировщика под шифром «1М» («М-2») — соответственно, «Первая машина» («Мясищев — второй»), явился развитием первого варианта предварительного проекта под шифром «СДБ» — с учётом повышения предъявляемых к проекту тактико — технических требований — скорректированных заказчиком (ВВС), в соответствии с единым конкурсным тактико-техническим заданием заказчика (ВВС) для инициативной группы В. М. Мясищева и для ОКБ-156 А. Н. Туполева. Для проекта «1М» заказчик (ВВС) определил конкретный турбореактивный двигатель марки «АМ-03», в то время самый мощный в мире, но и самый «прожорливый».
Предварительный проект «1М» («М-2») был разработан инициативной группой инженеров МАИ под руководством В. М. Мясищева, в тесном взаимодействии с ЦАГИ, и впоследствии был положен в основу эскизного проекта перспективного межконтинентального бомбардировщика — на этапах формирования его общей схемы и конструкции, разрабатывавшегося на заводе № 23 под шифром «2М» («М-4»).
Предварительный проект «1М» («М-2») явился вариантным развитием проекта «СДБ» в направлениях: увеличение мощности силовой установки (вместо гипотетических ТРД марки АМ-ТКРД-03 — установка более мощных ТРД марки АМ-03); увеличение боевой нагрузки и вместимости грузоотсека; увеличение дальности и скорости полёта. В итоге общая аэродинамическая компоновка планёра, крыло и хвостовое оперение были доработаны по результатам продувок модели «СДБ» в аэродинамической трубе Т-1 МАИ и расчётов на прочность в ЦАГИ. В ходе разработки проекта «М-2» выявилась устойчивая тенденция увеличения его взлётной массы с учётом прогнозируемого совершенствования бортовых систем и расширения функциональных возможностей самолёта.
Проект «М-2» в сравнении с первым вариантом «СДБ» имел следующие отличия: в связи с увеличением проектной взлётной массы, в целях обеспечения приемлемых значений удельной нагрузки на крыло — увеличена его площадь; в связи с переходом к гибкому стреловидному крылу большого удлинения — сохранён только передний наплыв, а задняя кромка крыла стала прямой (без изломов), что упрощало профилировку крыла; в целях значительного снижения массы конструкции крыла — предусмотрена возможность реализации конструктивно-силовой схемы с применением в качестве основного силового элемента — гибкого стреловидного кессона большого удлинения, вмещающего в себе левую и правую группы топливных баков, не влияющих на работу кессона, воспринимающего в полёте все внешние и внутренние нагрузки и подвергающегося крутильным и изгибным деформациям в широких пределах, при условии допустимой вертикальной амплитуды колебания законцовок крыла — более 2 м, без какого либо влияния консольных «взмахов» на условия нормального полёта; присоединённая к кессону — не силовые элементы конструкции крыла (условно не воспринимающие изгибно-крутильных нагрузок) включали профилированную носовую часть и хвостовую часть — образованную подвижными элементами взлётно-посадочной механизации (секциями выдвижных закрылков) и элеронами; все четыре гондолы ТРД подвешены на пилонах под крылом, разнесены по размаху крыла для его разгрузки и значительно вынесены в поток относительно передней кромки крыла, в качестве противофлаттерных грузов; носки пилонов гондол выведены на верхнюю поверхность крыла в качестве аэродинамических перегородок.
Общая внутренняя компоновка фюзеляжа «М-2» аналогична «СДБ», но повсеместно имеет круглую форму поперечных сечений с миделевым диаметром 3,5 м — для увеличения, по сравнению с «СДБ», объёма грузового (бомбового) отсека и размещения трёх бомб калибром 9000 кг, и, соответственно, увеличения количества бомб меньшего калибра, а также в связи с необходимостью увеличения ёмкости фюзеляжных топливных баков (с учётом располагаемых паспортных характеристик более мощного и менее экономичного ТРД марки «АМ-03», в сравнении с гипотетическим ТРД «АМ-ТКРД-03»). [АК 1996-01(32)]
- Фюзеляж «СДБ» имел цилиндрическую форму в средней части с овальными поперечными сечениями (при носовом и хвостовом сужениях), при этом обеспечивалось приемлемое пространство для бомбового отсека из условий внутренней подвески двух бомб максимального калибра (в частности, ФАБ-9000) вертикальным пакетом. Остальные объёмы корпуса были распределены для размещения экипажа, топливных баков и отсеков шасси, а также («россыпью») оборудования и функциональных систем. Конструктивно фюзеляж состоял и собирался из пяти автономно комплектуемых частей (секций), стыкуемых воедино по фланцевым шпангоутам на болтах. Экипаж в составе семи человек был размещён в носовой и кормовой гермокабинах, соответственно: два пилота, штурман-бомбардир, два блистерных стрелка, и кормовой стрелок — радист.
- В то же время для конкурсного проекта межконтинентального турбовинтового стратегического бомбардировщика («25»), разрабатывавшегося в ОКБ-156 под руководством А. Н. Туполева, миделевый диаметр фюзеляжа был принят величиной 2,9 м (по аналогии с Ту-4 и опытными машинами «80» и «85»).

Хвостовое оперение «М-2» доработано по результатам продувок модели «СДБ» в аэродинамической трубе Т-1 МАИ и расчётов на прочность специалистами ЦАГИ. Киль сдвинут вперёд, в зону больших строительных высот фюзеляжа, и для обеспечения потребного статического момента его площадь была увеличена на 7 % за счёт удлинения хорд в направлении передней кромки для обеспечения потребного статического момента. Горизонтальное оперение при неизменной конфигурации и конструкции было сдвинуто назад для обеспечения потребного статического момента, с учётом увеличения площади крыла в соответствии с возросшей проектной полётной массой. [АК 1996-01(32)]
Схема велосипедного шасси проекта «М-2», по сравнению с проектом «СДБ», не претерпела изменений, обеспечивала неизменное распределение взлётной массы между передней и задней основными стойками шасси, установленными на фюзеляже.
В марте 1951 г. конкурсные предварительные проекты (аванпроекты) скоростных межконтинентальных бомбардировщиков, реактивный — разработки инициативной группы В. М. Мясищева (проект «1М») и турбовинтовой — разработки ОКБ-156 А. Н. Туполева (проект «95»), были представлены на рассмотрение комиссии в составе представителей ВВС и МАП. Ознакомившись с представленными на рассмотрение конкурсными аванпроектами, командование ВВС и руководство Авиапрома, склонялись в пользу силовой установки с ТРД (проект «М-1» Мясищева, с диаметром миделевого сечения фюзеляжа 3,5 м). Тогда А. Н. Туполев (он уже всё предварительно согласовал со Сталиным) в присутствии представителей высшего руководства ВВС и авиапрома запальчиво заявил: «Мясищев мой ученик, он с этим заданием не справится». В ответ В. М. Мясищев парировал: «Справлюсь только потому, что я ваш ученик». В результате комиссия представителей ВВС и МАП постановила продолжать дальнейшую конкурсную проработку обоих проектов, и окончательное решение по серийному производству — принять по результатам Государственных испытаний опытных прототипов межконтинентальных бомбардировщиков с ТРД и ТВД.

### Эскизное и рабочее проектирование
24 марта 1951 г. было подписано Постановление СМ СССР и ЦК КПСС № 949—469 о проектировании и постройке самолёта «25» на производственной базе крупнейшего московского завода № 23. Этим же Постановлением на территории завода № 23 было учреждено новое опытное конструкторское бюро ОКБ-23 под руководством В. М. Мясищева. Коллективу ОКБ-23 поручалось спроектировать и построить тяжёлый реактивный бомбардировщик (изделие «25») с дальностью полёта не менее 12000 км, были определены сроки, финансирование и «смежные» предприятия — для обеспечения кооперации в производственной деятельности. [АК 1995 — 06(3÷5)][АК 1996-01(31)][АК 2001 — 04(35)][АиВ 2003-05 (5)]
Сокращённые обозначения: «2М» («Вторая машина») — шифр проектного варианта в системе ВВС; «М-4» («Мясищев — четвёртый») — шифр проектного варианта в ОКБ-23; «Изделие 25» — шифр конструкторско-технологической документации в системе МАП на этапе опытного производства;
Примечание: В ОКБ-23 параллельно с разработкой эскизного проекта «2М» («М-4») на базе конкурсного проекта «1М» («М-1») разрабатывался альтернативный эскизный проект — в варианте высотного бомбардировщика, под обозначением «2М» («М-3»).
Примечание: Опытное производство включало последовательное выполнение следующих этапов: эскизное проектирование и постройку натурного макета; утверждение натурного макета самолёта; рабочее проектирование (подетальную разработку рабочих чертежей самолёта, создание стендов и летающих лабораторий для испытания и доводки систем самолёта и систем бортового оборудования) и практически параллельно — постройку первого опытного прототипа; постройку планёра опытного прототипа для статических испытаний на прочность; постройку второго опытного прототипа «дублёра»; заводские лётные испытания и доводку опытных прототипов с последующей передачей их на Государственные испытания.
По инициативе В. М. Мясищева опытным предприятиям МАП было разослано директивное указание о срочном выделении требуемого контингента специалистов для заполнения штата ОКБ-23 и завода № 23 с непременным возвращением тех конструкторов и производственников, которые прежде работали под началом Мясищева на заводе № 482. Для завода № 23 был объявлен дополнительный набор рабочих и служащих, а также молодых специалистов из вузов и техникумов всех требуемых специальностей. К моменту освоения производственных площадей завода № 23 в штате предприятия числилось более 4000 человек. [АК 1996-01(31)]
Разработку эскизного проекта В. М. Мясищев поручил Л. Л. Селякову. В кратчайший срок необходимо было определить главные параметры нового гигантского самолёта — его схему. В то время просматривались две схемы будущих тяжёлых бомбардировщиков: первая — английская, с расположением двигателей в крыле у фюзеляжа и нормальным трёхколёсным шасси (по ней создавался Ту-16), и вторая — американская, с расположением двигателей на пилонной подвеске под крылом и велосипедным шасси. В предложенном для реализации проекте самолёта были отражены как английская, так и американская схемы.
Эскизный проект стратегического бомбардировщика получил в ОКБ-23 обозначение «2М» или «М-4», теме (программе) был присвоен шифр «25», соответственно, на заводе № 23 создававшемуся опытному прототипу самолёта было присвоено заводское обозначение «изделие 25» («самолёт 25»). Тема «25» была объявлена ударной для смежных предприятий и учреждений МАП и прочих ведомств военно-промышленного комплекса СССР. [АК 1996-01(31)]
С самого начала работ по распоряжению главного конструктора — В. М. Мясищева — в ОКБ-23 были тщательно проработаны многие аспекты проектирования в условиях конкретной производственной базы, которая унаследовала производственно-технологическую оснастку серийного производства Ту-4. Потребовалось качественное изменение многих процессов как с точки зрения технологии изготовления и сборки, так и в соответствии с новыми представлениями мирового самолётостроения.
По результатам продолжающихся аэродинамических исследований в ЦАГИ для обеспечения заданной дальности полёта 12000 км — по сравнению с проектом «2М», были внесены изменения в общую компоновочную схему самолёта с целью увеличения его аэродинамического качества. В частности, была уменьшена стреловидность крыла и применены новые высоконесущие аэродинамические профили. Уменьшение стреловидности крыла было обусловлено стремлением повысить его аэродинамическое качество с учётом результатов новых экспериментов, согласно которым наибольшие значения коэффициента подъёмной силы крыла (Су) (при неизменных площади и профилировки крыла) соответствовали углам стреловидности 33÷35º по линии фокусов (0,25 % длин хорд), в достаточно широком диапазоне углов атаки и при скоростях, соответствующих околозвуковому установившемуся режиму полёта. Для крыла самолёта «М-4» был принят угол стреловидности 35º по линии 0,25 % хорд. С учётом необходимости установки на самолёт самых мощных на тот период турбореактивных двигателей марки «АМ-3» (альтернативы не было), но имеющих и самые большие удельные расходы топлива на всех режимах полёта — для обеспечения заданной дальности полёта была увеличена ёмкость крыльевых баков — за счёт уменьшения сужения крыла и соответствующего увеличения внутреннего объёма крыльевого кессона; была увеличена ёмкость фюзеляжных баков — за счёт увеличения его длины более чем на 4 м; соответственно, для обеспечения равенства нагрузок на основные опоры была увеличена база шасси. Указанные конструктивные изменения привели к значительному приросту взлётной массы проектируемой машины по сравнению с предшествующими предварительными разработками. В свою очередь, в целях обеспечения приемлемой нагрузки на крыло — пришлось в очередной раз увеличить площадь крыла до 326,35 м², при этом, в связи с уменьшением сужения крыла для обеспечения его изгибно-крутильной жёсткости пришлось повсеместно усилить крыльевой кессон. Соответствующим образом были перепроектированы агрегаты горизонтального и вертикального оперения. Принимая во внимание весьма удачную аэродинамическую компоновку самолёта Ту-16, главный проектировщик ОКБ-23 (ведущий конструктор по машине) Л. Л. Селяков предложил реализовать для М-4 аналогичное расположение двигателей — в корне крыла, с огибанием спаренных горизонтальных пакетов ТРД продольными силовыми элементами центроплана — поверху и понизу. Строительная высота горизонтальных пакетов двигателей была существенно меньше, чем толщина корневых участков крыла, по сравнению с аналогичным соотношением у Ту-16, и поэтому обеспечивалась возможность более плавного сопряжения консолей крыла с гондолами двигателей и фюзеляжем — без высоких ступеней. Для защиты обшивки фюзеляжа от нагрева выходными газами ближайших к бортам (внутренних) двигателей в сопловых обтекателях гондол двигателей предусматривались более глубокие подрезы обечаек поверху и понизу с целью обеспечения расширения газовых потоков и ослабления их температурных полей за счёт размывания по вертикали. При этом «размытие» выходных газовых струй в узкие пучки повышало аэродинамическую эффективность так называемых «активных зализов» в зонах сопряжения консолей крыла с внешними гондолами и внутренних гондол с корпусом (фюзеляжем), ослабляя вредное влияние интерференции потоков, что было эффективнее, чем струи одиночных ТРД на самолёте Ту-16. Таким образом, омываемые потоком консоли крыла полностью освобождались от пилонов с гондолами двигателей, а с учётом реализации велосипедной схемы шасси — крыло освобождалось и от обтекателей шасси и становилось «аэродинамически чистым». Обтекатели вспомогательных опор шасси, установленные вместо аэродинамических законцовок, выполняли функции противофлаттерных грузов и концевых шайб, снижающих индуктивное сопротивление крыла.
Ещё на стадии разработки предварительного проекта «СДБ» Мясищев рекомендовал для бомбардировщика велосипедное шасси как наиболее выгодное по следующим показателям: выпускаемое из приземистого фюзеляжа (а не из высоко расположенного крыла — предпочтительного для любого бомбардировщика), велосипедное шасси — наиболее лёгкое из-за относительно коротких стоек; расчётная относительная масса велосипедного шасси для «СДБ» составила 3÷3,5 % от массы самолёта, в то время как расчётная относительная масса 3-опорной схемы шасси составила 4 ÷ 6,5 %; велосипедная схема шасси избавляет крыло от обтекателей шасси, создающих дополнительное аэродинамическое сопротивление, и самое главное — избавляет крыло от ударных нагрузок при рулении, взлёте и особенно при посадке; по сравнению с другими схемами, велосипедное шасси наиболее предпочтительно для эксплуатации самолёта на грунтовых аэродромах. Благодаря реализации схемы велосипедного шасси в предварительных проектах «СДБ» и «1М» на переднюю опору приходилось 40 %, а на заднюю — 60 % проектной максимальной взлётной массы, составляющей, соответственно 140 и 155 т. При таком распределении нагрузки ещё обеспечивалась возможность базирования бомбовоза с максимальной взлётной массой 155 т на действующих аэродромах со стандартной толщиной железобетонного покрытия. Однако, в процессе эскизного проектирования самолёта «М-4» возникла устойчивая тенденция увеличения его расчётной взлётной массы, при которой потребовалось разгрузить заднюю опору — догрузив переднюю опору шасси. Поэтому в процессе эскизного проектирования машины «М-4» на заводе № 23 основное внимание конструкторов отдела проектов (начальник Л. Л. Селяков) и отдела шасси (начальник Г. И. Архангельский) было уделено определению основных параметров шасси с равно нагруженными стойками основного шасси. Одинаковое распределение взлётной массы самолёта на основные стойки шасси создавало благоприятные условия для совмещения положения геометрического центра бомбового отсека (центра масс полезной (целевой) нагрузки) с центром масс самолёта и определяло условия для распределения сосредоточенных масс от топлива, оборудования и прочей начинки фюзеляжа, а также для определения положения центра масс самой конструкции самолёта таким образом, чтобы эти массы распределились практически поровну как между колёсными опорами, так и за пределами отсеков шасси в нос и в корму. Для тяжёлых самолётов с велосипедным шасси условие равномерного распределения взлётного веса между основными опорами является важнейшим преимуществом — с точки зрения обеспечения базирования машины на доступных аэродромах со стандартной толщиной железобетонного покрытия.
На основании проведённого анализа динамики движения самолётов с велосипедным шасси по ВПП, выявленной по результатам их лётной эксплуатации, были проведены мероприятия по повышению устойчивости бомбардировщика на рулении, посадке и особенно на взлёте — при разбеге, когда скорость движения самолёта по ВПП и масса имеют наибольшие значения. В частности — удержание машины от рыскания по ВПП на взлёте и посадке было обеспечено выносом боковых опор шасси на предельно возможное удаление от задней тележки шасси и центра тяжести самолёта.
Для отработки схемы и систем велосипедного шасси, наиболее соответствующих взлётной массе проектируемого самолёта, была создана летающая лаборатория Ту-4ЛЛ (методом доработки серийного бомбардировщика Ту-4). По аналогии с неосуществлённым проектом ЛЛ-УТБ-2 для Ту-4ЛЛ была спроектирована и изготовлена из стальных труб мощная несущая сварная ферменная конструкция, позволяющая изменять положение задней стойки велосипедного шасси относительно центра масс летающей лаборатории. Программа испытательных полётов Ту-4ЛЛ, выполненная задолго до начала лётных испытаний опытного прототипа «М-4», полностью подтвердила предположения и расчёты разработчиков систем шасси и позволила отработать технику пилотирования тяжёлого самолёта с велосипедным шасси на взлётно-посадочных режимах полёта. Лётчики-испытатели ЛИИ МАП, изучив особенности велосипедного шасси, высоко оценили роль летающей лаборатории Ту-4ЛЛ. Кроме того, был создан специальный моделирующий стенд-тренажёр, на котором пилоты отрабатывали навыки автоматического взлёта применительно к М-4. Он помог многим пилотам преодолеть психологический барьер — подавить естественное рефлекторное желание взятием штурвала на себя «помочь» машине взлететь.
5 июня 1951 г. был утверждён эскизный проект «среднего» стратегического реактивного бомбардировщика «88» разработки ОКБ А. Н. Туполева, что практически означало начало разработки в ОКБ-156 его рабочего проекта (подетальных чертежей для постройки первого опытного прототипа).
Со второй половины 1951 г. рабочее проектирование самолёта «88» оказало непосредственное влияние на процессы рабочего проектирования «тяжёлого» стратегического межконтинентального бомбардировщика как в ОКБ-156 («самолёт 95»), так и в ОКБ-23 («самолёт 25»).
30 ноября 1951 года, через полгода работы по проекту «25», Мясищев утвердил протокол макетной комиссии. Это означало, что эскизный проект «самолёт 25» завершён разработкой и на его основе ОКБ-23 приступило к разработке рабочего проекта «самолёта 25» и к постройке его первого опытного прототипа (под шифром «изделие 25»).
На период постройки, доводки и внедрения самолёта в серийное производство на заводе № 23 в ОКБ-23 и в экспериментальном комплексе предприятия работали уже около 10 000 человек. [АК 1996-01(31)]
Первый опытный самолёт (заводской номер 4300001) был заложен 15 мая 1952 года и при работе в три смены закончен осенью. Полоса заводского аэродрома была небольшой, поэтому самолёт разобрали на агрегаты, перевезли на базу ОКБ в Жуковском (ЛИИ), где он снова был собран. Свой первый десятиминутный полёт М-4 совершил 20 января 1953 года — спустя два месяца после первого полёта Ту-95; его поднял в воздух экипаж лётчика-испытателя Ф. Ф. Опадчего (второй пилот А. Н. Грацианский, штурман А. И. Помазунов, радист И. И. Рыхлов, бортинженер Г. А. Нефёдов, ведущие инженеры А. И. Никонов и И. Н. Квитко). В рамках первого этапа заводских испытаний М-4 выполнил 28 полётов, а после доработок — ещё 18. Первый опытный самолёт М-4 с двигателем АМ-3 имел дальность полёта 9050 км на скорости 800 км/час.
19 сентября 1953 года вышло постановление о выпуске в 1954—1955 годах на заводе № 23 опытной серии из одиннадцати самолётов.
Почти весь комплект вооружения и оборудования был установлен на второй опытной машине (заводской номер 4300003). Самолёт впервые поднялся в воздух в январе 1954 года под управлением экипажа Б. К. Галицкого.
30 апреля 1954 года первый опытный самолёт был передан на государственные совместные испытания (ГСИ) в ГК НИИ ВВС, но прежде, 1 мая, он был продемонстрирован на воздушном параде над Красной площадью.
На государственных испытаниях в ВВС была зафиксирована дальность полёта самолёта 9800 км. Последующими работами по доводке самолёта удалось получить дальность полёта 10 500 км.
Из построенных серийно 32 самолётов три погибли вместе с экипажами, причём вскоре после постройки. Одна катастрофа произошла при перегонке в строевую часть из-за попадания в грозу. Другая — во время приёмо-сдаточных испытаний из-за пожара, возникшего в результате разрушения ослабленного топливопровода, с которого в борьбе за уменьшение веса сняли «лишние» узлы крепления. Третья случилась при облёте самолёта заводским экипажем (командир — Илья Пронин, второй пилот — Валентин Коккинаки, младший брат знаменитых лётчиков-испытателей) из-за аэродинамических особенностей М-4 при взлёте.

## Конструкция[13]
С целью уменьшения веса использовалась крупнопанельная сборка, что сильно усложняло производство самолёта. Также особенностью было т. н. «аэродинамически-чистое» крыло (отсутствие гондол для шасси и двигателей на крыле) и как следствие — «велосипедное» шасси, которое делало необыкновенно трудной посадку самолёта и практически невозможной модернизацию бомбоотсеков и использование внешней подвески. Например, заряд «царь-бомбы» был сброшен с Ту-95 из-за невозможности его доставить на М-4.
М-4 - цельнометаллический моноплан классической схемы с высокорасположенным стреловидным крылом.
Фюзеляж - полумонокок круглого сечения, технологически делился на четыре отсека: носовая часть с передней гермокабиной; средняя часть с центропланом крыла; хвостовая часть и кормовая кабина. В передней части фюзеляжа находились гермокабина экипажа, пилотажно-навигационное оборудование и приборы управления вооружением.
В средней части фюзеляжа располагались: бомбоотсек; ниши уборки основных опор шасси; верхняя и нижняя стрелковые установки; контейнер спасательных лодок; кислородное, противопожарное и другое оборудование. В центроплане и в нишах шасси размещалось 14 мягких топливных баков, в бомбоотсеке была предусмотрена возможность размещения двух дополнительных подвесных баков.
В хвостовой части фюзеляжа расположены шесть мягких топливных баков, снарядные ящики кормовой пушечной установки, фотооборудование, отсек сигнальных средств, тормозной парашют и аппаратура постановки помех.
В герметичной кормовой кабине находился кормовой стрелок, управлявший кормовой пушечной установкой. Все члены экипажа при аварийной ситуации и катапультировались вниз.
Крыло - стреловидное свободнонесущее кессонной конструкции. Технологически крыло делилось на центроплан, составлявший единое целое со средней частью фюзеляжа, корневые части, в которых размещалась силовая установка, и две отъёмные концевые части. Основным силовым элементом крыла был кессон, образованный передним и задним лонжеронами, нервюрами и силовыми панелями обшивки со стрингерным набором. Под съёмными носками  крыла проходил горячий воздух противообледенительной системы. Внутри кессона крыла размещались мягкие топливные баки.
Механизация крыла - посадочные щитки, выдвижные закрылки и элероны. Элероны двухсекционные с внутренней весовой и аэродинамической компенсацией. Внутренние секции элеронов были снабжены триммерами.
Хвостовое оперение - стреловидное, однокилевое, кессонной конструкции. Горизонтальное оперение - стабилизатор с рулём высоты. Стабилизатор состоит из двух половин состыкованных между собой по оси самолёта. Вертикальное оперение - киль с рулём направления.
Шасси - велосипедной схемы, состояло из двух главных четырёхколёсных тележек и двухколёсных свободно-ориентирующихся крыльевых опор. Для маневрирования по земле передняя пара колёс передней тележки поворачивалась при помощи рулевой машины. Колёса задней тележки были снабжены тормозами. Подкрыльные опоры шасси самоориентирующиеся. Все стойки шасси убирались вперёд, против полёта. Для сокращения пробега при посадке применялась трёхкупольная парашютная тормозная система. Парашюты выпускались в момент касания колёсами земли.
Силовая установка - четыре турбореактивных двигателя АМ-3Д тягой по 13250 кгс каждый.

## Эксплуатация
М-4 поступил на вооружение на несколько месяцев раньше американского B-52.
Главной базой самолётов стал приволжский аэродром Энгельс, специально модернизированный под новый самолёт; 201-ю ТБАД возглавил генерал-майор С. К. Бирюков.
М-4 считался строгим в пилотировании самолётом, особенно в момент взлёта и посадки. Пилоты очень долго не могли привыкнуть к тому факту, что реактивный бомбардировщик отрывается от полосы «автоматически», лишь за счёт срабатывания механизма «вздыбливания» машины, и в момент взлёта следовало лишь педалями удерживать самолёт на прямой, а при необходимости парировать возникающий крен. Многие лётчики, руководствуясь своими субъективными ощущениями, старались «помочь» бомбардировщику взлететь и брали штурвал на себя, что могло приводить к очень печальным последствиям.
За первые три года эксплуатации в дивизии произошло множество аварий и не менее шести катастроф.
В дальнейшем были переоборудованы в самолёты-заправщики M-4-II.
Один из сохранившихся экземпляров находится на территории Музейного комплекса УГМК (Свердловская область, г. Верхняя Пышма).

## Лётно-технические характеристики
Приведённые данные соответствуют серийному М-4 1954 года выпуска.
Источник данных: Мороз С. «Мясищев М-4/3М»

Технические характеристики
- Экипаж: 8 чел.[14]
- Длина: 47,665 м (без штанги дозаправки)
- Размах крыла: 50,526 м (по гондолам шасси)
- Высота: 14,1 м
- Площадь крыла: 326,35 м²
- Масса пустого: 79 700 кг
- Нормальная взлётная масса: 138 500 кг
- Максимальная взлётная масса: 181 500 кг
- Силовая установка: 4 × ТРД АМ-3
- Тяга: 4 × 8750 кгс

Лётные характеристики
- Максимальная скорость: 947 км/ч
- Боевой радиус: 5600 км[14]
- Практическая дальность: 8100 км
- Практический потолок: 11 000 м
- Нагрузка на крыло: 565 кг/м²
- Тяговооружённость: 0,19
- Аэродинамическое качество: 17,45[15]
- Длина разбега: 1470 м
- Длина пробега: 2610 м

Вооружение
- Стрелково-пушечное: 3×2×23 мм пушки АМ-23 в верхней, нижней и кормовой установках
- Боевая нагрузка:  
  - нормальная: 5000 кг
  - максимальная: 24 000 кг

## Сноски
1. ↑  Журнал «Авиация и космонавтика» 1996 г. № 01. Статья: «Первый реактивный стратегический». Ивнамин Султанов. стр.30
2. 1 2  Ивнамин Султанов. «Первый реактивный стратегический». «Авиация и космонавтика» № 1, 1996. стр. 31
3. ↑  Журнал: «Авиация и Космонавтика» 1996 г. № 01. Ивнамин Султанов. «Первый реактивный стратегический». стр. 31,32
4. ↑  Журнал: «Авиация и Космонавтика» 1996 г. № 01. Статья: «Первый реактивный стратегический». Ивнамин Султанов. стр. 29
5. ↑  Журнал: «Авиация и Космонавтика» 1996 г. № 01. Ивнамин Султанов. «Первый реактивный стратегический». 30,31
6. 1 2 3  Журнал: «Авиация и Космонавтика» 1996 г. № 01. Статья: «Первый реактивный стратегический». Ивнамин Султанов. стр.31
7. 1 2  Журнал: «Авиация и Космонавтика» 1996 г. № 01. Ивнамин Султанов. «Первый реактивный стратегический» стр.31
8. 1 2  Журнал: «Авиация и Космонавтика» 1996 г. № 01. Ивнамин Султанов. «Первый реактивный стратегический». стр. 31
9. 1 2  Журнал: «Авиация и Космонавтика» 1996 г. № 01. Ивнамин Султанов. «Первый реактивный стратегический». стр. 32
10. ↑  Журнал «Авиация и космонавтика» 1995 г. № 10 стр.9
11. ↑  В дальнейшем он получил индекс «103М».
12. ↑  О крайне сложном 13-м полёте, едва не закончившемся катастрофой, рассказано в книге Стефановский П. М. [militera.lib.ru/memo/russian/stefanovsky/16.html Триста неизвестных]. — М., Воениздат, 1968.
13. ↑  http://www.airwar.ru Архивная копия от 26 апреля 2011 на Wayback Machine.  Мясищев М-4
14. 1 2 3 4  М4 Архивная копия от 24 апреля 2014 на Wayback Machine в авиационная энциклопедия  «Уголок неба»
15. ↑  Арсеньев Е. В., 2000.

## Внешние ссылки
- Описание на сайте Российской военной техники
- М-4 стратегический бомбардировщик
- Стратегический бомбардировщик М-4  не мог вернуться на аэродром…
- Bomber Gap // coldwar.org